# Neptunit
Neptunit – bardzo rzadki minerał z rodziny krzemianów. Neptunit został nazwany w 1893 roku przez szwedzkiego mineraloga Gustava Flinka (1848–1931) na cześć Neptuna, rzymskiego boga morza. Nazwa ta została nadana ze względu na bliskie powiązanie neptunitu w jego typowej lokalizacji w Narssârssuk na Grenlandii z egirynem nazwanym na cześć Ægira, boga morza i zwierząt morskich w mitologii nordyckiej.

## Właściwości
Występuje w postaci słupkowych kryształów o wielościennej formie, zwykle doskonale wykształconych. Często tworzy zbliźniaczenia. Ma formę kryształów wrosłych i narosłych. Tworzy skupienia zbite. Jest nieprzezroczysty, czasami słabo przeświecający oraz piezoelektryczny. Posiada muszlowy przełam oraz szklisty połysk. Najczęściej koloru czarnego. Czerwonobrunatna odmiana zasobna w mangan nazywana jest neptunitem manganowym.

## Występowanie
Jest minerałem akcesorycznym występującym w niektórych skałach magmowych, głównie w syenitach nefelinowych i ich pegmatytach. Można go również spotkać w żyłach wśród łupków glaukofanowych oraz serpentynitów. Towarzyszą mu najczęściej benitoit, egiryn, joaquinit, natrolit, albit, mikroklin, kwarc oraz skaleń.
Najlepszej jakości i dobrze wykształcone okazy pochodzą niemal wyłącznie z kopalni Dalas Gem w hrabstwie San Benito w Kalifornii. Na terenie USA występuje także w Nowym Meksyku, Montanie oraz Karolinie Północnej. Został odnaleziony ponadto również w pegmatytach na Grenlandii, w Irlandii, Mongolii, Tadżykistanie, na Półwyspie Kola, Kanadzie (Quebec), Australii (Nowa Południowa Walia) i Japonii.

## Galeria

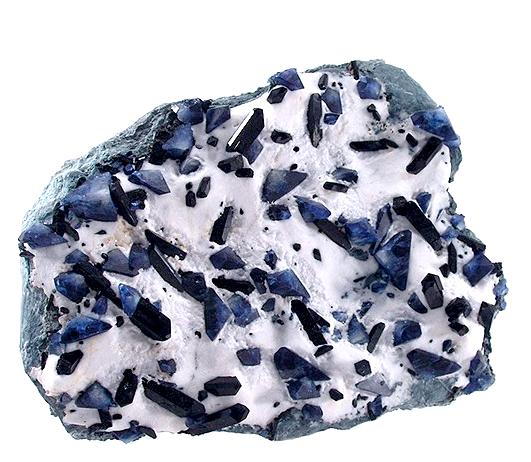
W towarzystwie benitoitu na natrolicie z kopalni Dalas Gem
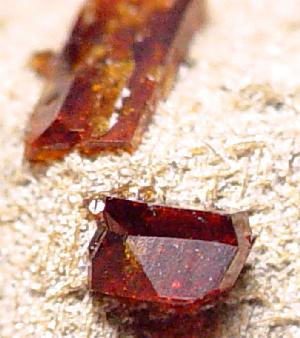
z fluorytem z Quebec
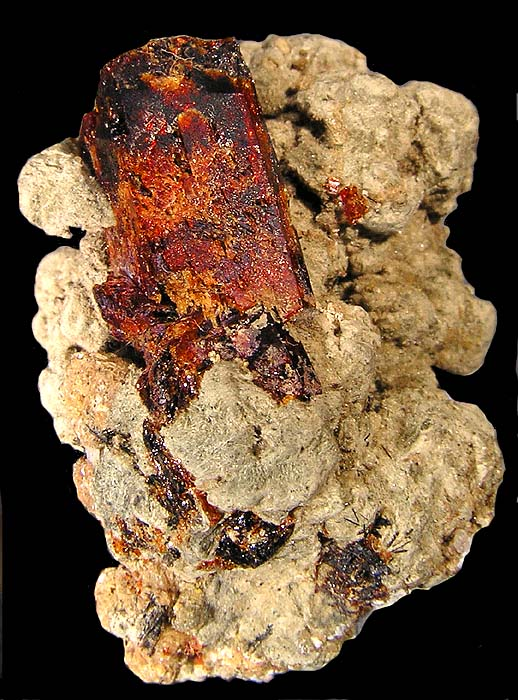
neptunit manganowy z Quebec